# Balomar
Balomar (em latim: Ballomar; Morávia, c. 140 - m. entre 170-180) foi um chefe germânico da tribo dos marcomanos.
Líder de seu povo na chamada guerras marcomanas, formando uma coalizão entre povos germânicos como os marcomanos, quados, vândalos, naristos, entre outros. Combateram o exército romano, que possuia um efetivo de 20 000 soldados, travando batalhas ao longo das margens do rio Danúbio. Estes combates, iniciados por volta de 166 terminaram em 180, abrangendo boa parte do governo do imperador Marco Aurélio.
Há indícios de que sua figura esteja representada na Coluna Antonina, também chamada de "Coluna de Marco Aurélio", como o prisioneiro diante do imperador, podendo ser datado este acontecimento como no ano de 172, de acordo com os acontecimentos cronológicos datados na coluna.